# Luke Chambers
Luke Chambers (Kettering, 28 de setembro de 1985) é um futebolista inglês que joga como zagueiro ou lateral-direito. Atualmente defende o Colchester United.

## Carreira

### Northampton Town
Chambers fez sua estreia profissional em 2003, no Northampton Town, e seu primeiro jogo oficial foi contra o Mansfield Town, em maio do mesmo ano. Depois de ter impressionado na equipe principal por 3 temporadas, ele foi nomeado capitão pelo então treinador do Northampton Colin Calderwood, que mais tarde o levou para o Nottingham Forest. Seu único gol como jogador dos Cobblers foi na vitória por 1 a 0 sobre o Swansea City, em outubro de 2006.

### Nottingham Forest
Chambers assinou com o Forest por um valor não revelado em 30 de janeiro de 2007. Sua estréia veio na derrota pela Copa da Liga Inglesa, contra o Bradford City. Em sua primeira temporada, ele era usado principalmente como um substituto.
Sua grande chance veio na temporada 2007–08. Antes utilizado somente como zagueiro, Chambers foi jogado para a lateral direita para compôr a defesa do Forest que bateu um recorde de apenas 24 gols sofridos, conseguindo a promoção para a Championship, a segunda divisão inglesa. Nessa temporada ele marcou 8 gols no total, seis deles na liga. Em 4 de agosto de 2008, Chambers assinou um novo contrato de três anos, mantendo-se no City Ground até 2011.
Ele começou a temporada 2008–09 novamente como lateral direito. Com a chegada do novo técnico Billy Davies, em janeiro de 2009, foi que Chambers foi finalmente deslocado para sua posição de origem, a zaga central. Ele brilhou na reta final da temporada e ajudando o Forest a evitar o rebaixamento, tendo marcado 2 gols.
Chambers iniciaria a temporada seguinte como ele tinha terminado a última, marcando 2 gols durante a campanha. Isso não foi suficiente para mantê-lo na equipe titular do técnico Billy Davies, e o retorno de Kelvin Wilson após uma lesão, além da presença de Chris Gunter na lateral-direita, fez com que Chambers terminasse a temporada atuando poucas vezes.
Ele começou a temporada 2010–11 novamente como reserva, no entanto, devido a lesões e a má forma física de Kelvin Wilson, ele teve a oportunidade de se firmar como titular. Ele impressionou com performances consistentes, mantendo Wilson fora do primeiro time e tornando-se a primeira escolha no centro da zaga do Forest. Ele começou 45 partidas no campeonato, marcando 6 gols, incluindo dois na vitória por 5 a 1 sobre o Scunthorpe United. Ele foi eleito o Jogador do Ano da temporada.
O desempenho do jogador na temporada resultou no interesse da Associação de Futebol da Irlanda em procurar Chambers para que ele defendesse a seleção daquele país, por causa de seu avô ser irlandês. Em 5 de agosto de 2011, pouco antes do início da temporada 2011–12, ele foi apontado como o novo capitão do Nottingham Forest pelo então novo técnico Steve McClaren. Chambers deixou o Forest após o término de seu contrato e assinou sem custos com o Ipswich Town.

### Passagem pelo Ipswich Town

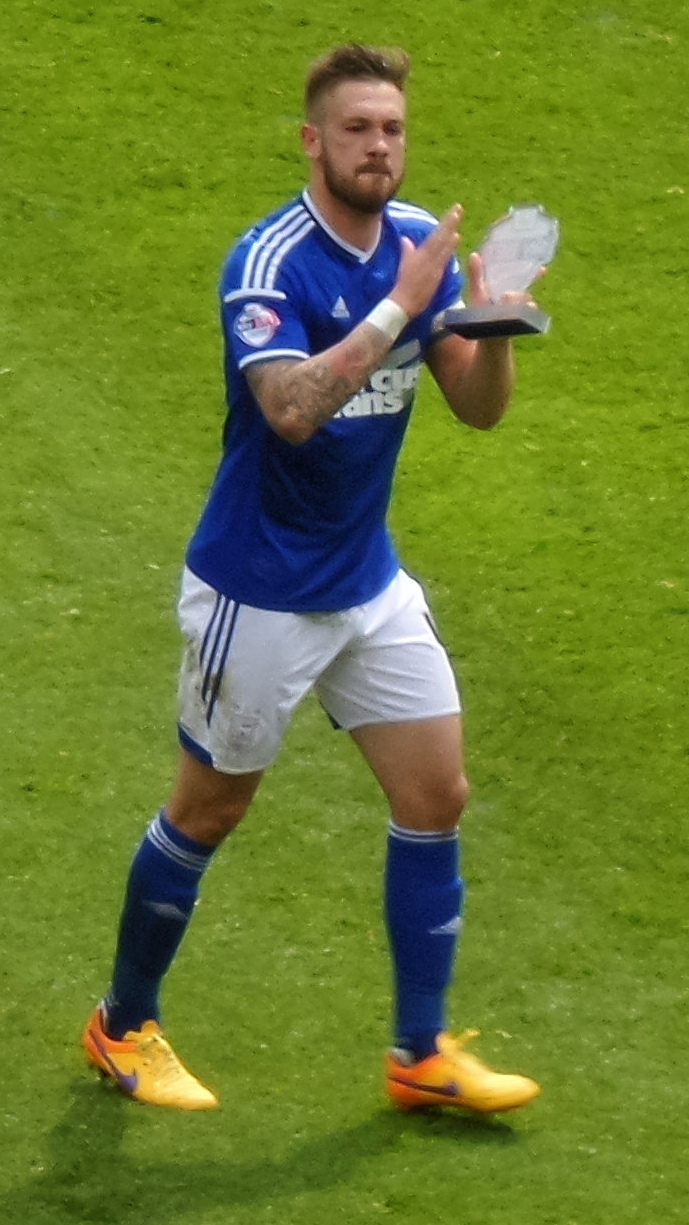
Chambers em 2015.

Contratado sem custos pelo Ipswich Town em julho de 2012, o zagueiro estreou pela equipe na partida frente ao Bristol Rovers, pela Copa da Liga Inglesa. Após a saída do trinitário Carlos Edwards, foi escolhido como novo capitão dos Tractor Boys e disputou 50 jogos na temporada 2014–15, tendo feito um gol e ajudando o Ipswich a garantir uma vaga nos playoffs de acesso. Em 2018–19, foi eleito o melhor jogador da temporada dos Tractor Boys, deixando o clube em 2021 após 396 partidas oficiais e 19 gols marcados.

### Colchester United
Em junho de 2021, Chambers assinou pelo Colchester United, em uma transferência sem custos.
Em fevereiro de 2023, entrou na lista dos 10 jogadores com mais jogos disputados pelas 4 divisões profissionais da pirâmida do futebol inglês, sendo um dos 2 atletas em atividade a integrar a relação (o outro é o zagueiro Dean Lewington).

## Títulos

### Individuais
- Jogador do ano do Nottingham Forest: 2010–11[18]
- Jogador do ano do Ipswich Town: 2018–19[15]